# Филенкова, Валерия Александровна
Валерия Александровна Филенкова (5 июля 1998) — российская спортсменка, выступающая в синхронном плавании.

## Карьера
Тренируется в московском клубе «Юность Москвы». Тренер - Сафонова Т.Н.
На первых Европейских играх первенствовала в группе, комбинации и в дуэте с Дарьей Кулагиной.